# Jože Jagodnik
Jože Jagodnik, slovenski politik, poslanec in novinar, * 13. februar 1949.

## Življenjepis
Leta 1992 je bil izvoljen v 1. državni zbor Republike Slovenije; v tem mandatu je bil član naslednjih delovnih teles:
- Komisija za nadzor nad delom varnostnih in obveščevalnih služb (podpredsednik),
- Mandatno-imunitetna komisija,
- Odbor za infrastrukturo in okolje,
- Odbor za kulturo, šolstvo in šport,
- Preiskovalna komisija za parlamentarno preiskavo o sumu zlorabe javnih pooblastil v poslovanju podjetij HIT d.o.o., Nova Gorica, Elan, Slovenske železarne, banke, ki so v sanacijskem postopku, dodelite koncesij za uvoz sladkorja tudi za potrebe državnih rezerv in
- Preiskovalna komisija o politični odgovornosti posameznih nosilcev javnih funkcij za aretacijo, obsodbe ter izvršitev obsodb proti Janezu Janši, Ivanu Borštnerju, Davidu Tasiču in Franciju Zavrlu.

Kot poslanec ZLSD je bil član 2. državnega zbora Republike Slovenije.